# Таїрик Арконт
Таїрик Арконт (фр. Taïryk Arconte; нар. 12 листопада 2003, Лез-Абім, Гваделупа) — французький футболіст гваделупського походження, вінгер та нападник клубу «Аяччо».

## Клубна кар'єра
Навчався футболу на рідній Гваделупі у клубах «Баї-Мао», «Ламентінуа», «Мульєн» та «Бе-Мао», після чого приєднався до французького «Аяччо». 3 квітня 2021 року дебютував в основному складі «Аяччо» в матчі французької Ліги 2 проти «Валансьєна» (3:0), вийшовши на заміну на 90 хвилині замість Мікаеля Баррето. А вже 10 квітня, у своєму наступному матчі, забив свій перший гол на професіональному рівні в грі проти «Гавра» (1:1).

## Кар'єра у збірній
Виступав за юнацьку збірну Франції до 19 років, з якою брав участь у юнацькому чемпіонаті Європи 2022 року, забивши на турнірі 1 гол і дійшовши з командою до півфіналу.